# Jerzy Batycki
Jerzy Batycki (ur. 27 stycznia 1962 w Bielsku-Białej) – polski aktor, głównie teatralny; dyrektor teatru, także reżyser teatralny, choreograf oraz scenograf; ponadto pomysłodawca i dyrektor festiwalu Bielska Zadymka Jazzowa. Absolwent wrocławskiej PWST (1984, filia krakowskiej PWST).

## Działalność zawodowa
W latach 1984–1986 jako aktor mim występował we Wrocławskim Teatrze Pantomimy Henryka Tomaszewskiego, 1987-1988 jako aktor w Teatrze Polskim w Bielsku-Białej, następnie w latach 1988–1991 w Teatrze im. Jana Kochanowskiego w Opolu. W latach 1996–1997 był aktorem Teatru Polskiego w Bielsku-Białej, w latach 1999–2001 – kierownikiem artystycznym Sceny Polskiej w Czeskim Cieszynie, gdzie działał też jako aktor, reżyser, scenograf i choreograf. Ostatnio współpracował z Bałtyckim Teatrem Dramatycznym im. Słowackiego w Koszalinie. Jest pomysłodawcą i twórcą międzynarodowego festiwalu Bielska Zadymka Jazzowa (1999 - 2003, od 2004 r. LOTOS Jazz Festival Bielska Zadymka Jazzowa), który w latach 2009 - 2012, cztery razy z kolei został uznany przez czytelników Jazz Forum za najlepszy polski festiwal jazzowy. 
Wystąpił w filmie Kornblumenblau (1988).
Wystąpił w filmie Nasz fin de siècle (2020) - scenariusz i reżyseria 

## Spektakle teatralne

### Role
- 1986 – Dwa teatry jako Andrzej (reż. Adolf Weltschek)
- 1987 – Gra miłości i śmierci jako Crapart (reż. Wacław Jankowski)
- 1988 – Mistrz Piotr Pathelin jako Błazen (reż. Ewa Gilewska); także asystent reżysera
- 1989 – Elektra jako Orestes; Pylades (reż. Jan Nowara); także asystent reżysera
- 1990 – Akropolis jako Włodzimierz; Parys (reż. Szczepan Szczykno)
- 1990 – Jan Maciej Karol Wścieklica jako Radny gminny (reż. S. Szczykno)
- 1991 – Leonce i Lena jako Książę Leonce (reż. Barbara Sierosławska)
- 1991 – Komedia omyłek jako Antyfolus z Syrakuzy i z Efezu (reż. Jarosław Kilian)
- 1996 – Kwiaty polskie jako Wodzirej (reż. J. Batycki)
- 1996 – Bal w Operze jako Wodzirej (reż. J. Batycki)
- 2000 – Wizyta starszej pani jako Kierownik pociągu (reż. J. Batycki)
- 2001 – Papierowe kwiaty, przedstawienie impresaryjne jako Sztokwisz (reż. Zbigniew Najmoła)

### Inne
- 1988 – Mistrz Piotr Pathelin (reż. Ewa Gilewska) – asystent reżysera
- 1989 – Elektra (reż. Jan Nowara) – asystent reżysera
- 1995 – Poskromienie złośnicy (reż. Siergiej Danczenko) – choreografia
- 1995 – Kubuś i jego pan (reż. Janusz Klimsza) – plastyka ruchu
- 1995 – Balladyna (reż. Marek Gaj) – choreografia
- 1996 – A jak królem, a jak katem będziesz (reż. Janusz Klimsza) – plastyka ruchu
- 1996 – Bal w Operze – reżyseria
- 1996 – Niewielki niemały król (reż. Jerzy Zitzman) – choreografia z Jerzym Waligórą
- 1998 – Ania z Zielonego Wzgórza – reżyseria
- 1998 – Barabasz – choreografia
- 1999 – Tajemniczy ogród – reżyseria
- 1999 – Nasze miasto – reżyseria
- 2000 – Wizyta starszej pani – reżyseria
- 2001 – Księga dżungli – Bairagi – reżyseria
- 2006 – Happy End – reżyseria, opracowanie tekstu

## Nagrody
- 1997 – nagroda za niekonwencjonalną realizację przedstawienia Bal w operze Juliana Tuwima w Teatrze Polskim w Bielsku-Białej – Złota Maska w Katowicach
- 1997 – wyróżnienie za przedstawienie Bal w operze według Juliana Tuwima w Teatrze Polskim w Bielsku-Białej na III Międzynarodowym Festiwalu Teatralnym "Złoty Lew" we Lwowie
- 2013 – Nagroda Specjalna Ministra Kultury i Dziedzictwa Narodowego za "wkład w rozwój kultury polskiej".
- 2020 – IKAR – Nagroda Artystyczna Prezydenta Miasta Bielska-Białej za wybitną działalność w dziedzinie kultury i sztuki.
- 2024 – Brązowy Medal Zasłużony Kulturze Gloria Artis[1]